# Giti
Giti est une entreprise de fabrication de pneumatique, basée à Singapour.

## Histoire
En 2005, Giti acquiert 22,5 % de l'entreprise indonésienne Gajah Tunggal. Cette part passe à 49,7 % en avril 2011.